# Stazione di Bolzano Novarese
La stazione di Bolzano Novarese è una fermata ferroviaria situata nell'omonimo comune in Piemonte.

## Storia
La fermata venne attivata presumibilmente nel 1884, in concomitanza con il prolungamento della ferrovia (proveniente da Novara) da Gozzano a Orta San Giulio.
Dacché il locale casello ferroviario è stato lasciato impresenziato, la fermata (storicamente poco frequentata) è giaciuta in stato di abbandono e degrado, al quale si è posto rimedio nel 2012 con la ritinteggiatura della casa cantoniera (con sigillatura di alcune finestre onde evitare intrusioni) e la sostituzione di cartelli e pannelli informativi.

## Strutture e impianti

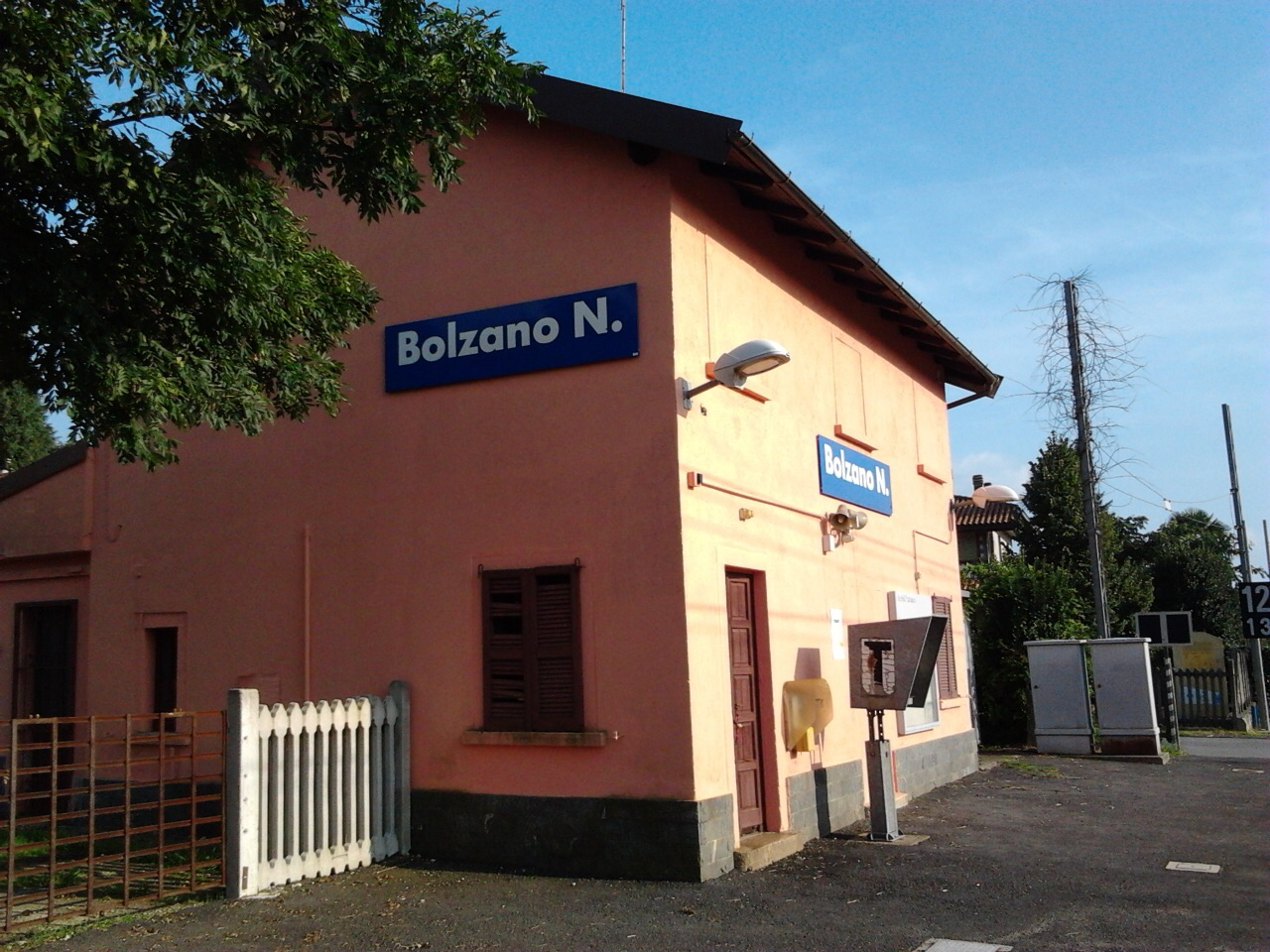
Il casello della stazione

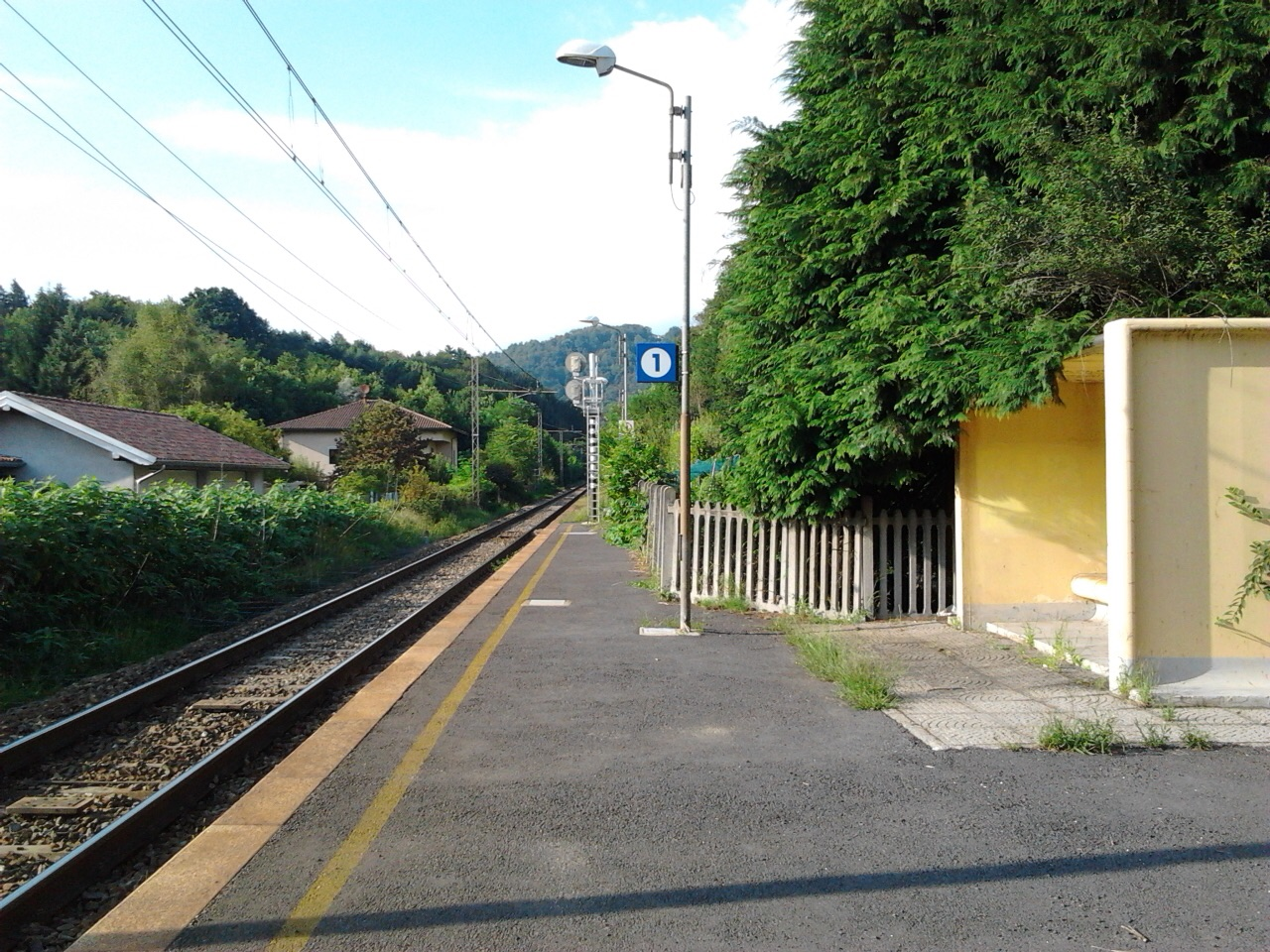
La banchina asfaltata che serve l'unico binario passante visto in direzione Domodossola

La gestione degli impianti è affidata a Rete Ferroviaria Italiana, controllata del gruppo Ferrovie dello Stato.
Il sedime consta di un solo binario, dotato di una singola banchina asfaltata, con una pensilina in cemento armato dotata di posti a sedere per l’attesa dei passeggeri.

### Architettura
La fermata non dispone di un fabbricato viaggiatori: è presente solo il vecchio casello ferroviario (impresenziato e inaccessibile al pubblico) a due piani, posto a presidio del contiguo passaggio a livello. Su di esso è affissa la bacheca recante l'orario di servizio e le informazioni ai passeggeri, nonché gli altoparlanti per gli annunci sonori.

## Movimento
Il servizio viaggiatori è espletato da Trenitalia, società del gruppo Ferrovie dello Stato. Dato il ridotto bacino d'utenza, a Bolzano Novarese si fermano giornalmente due treni regionali (uno per ciascuna direzione) da e per Novara e Domodossola.